# بخش مرکزی شهرستان بستک
بخش مرکزی شهرستان بستک یکی از بخش‌های شهرستان بستک در استان هرمزگان در جنوب ایران است.
شهر بستک محدود است از شمال به کوه گاه‌بست از جنوب به کوه گچ از شرق به کوه هرمزان (هرمیزان) و از سمت غرب به فرودگاه و برداکالی و (پشتخه پِتِنگ).
این بخش از شمال به بخش رویدر، و از جنوب به بخش جناح، و از مشرق به بخش کوخردهرنگ، و از مغرب به صحرای باغ منتهی می‌شود.
- کد این بخش در تقسیمات کشوری ایران ۸۶۲ است.
- جمعیت بخش مرکزی طبق سرشماری عمومی نفوس و مسکن در سال ۱۳۸۵، برابر با ۳۱۴۵۳ نفر بوده‌است.[۵]

## دهستان‌ها
- دهستان: فَتویه
- دهستان: دِهُنگ
- دهستان: دِهتَل